# Consdorf
Consdorf (luxemburguès Konsdref) és una municipi a l'est de Luxemburg, que forma part del cantó d'Echternach. Després de la reorganització administrativa durant l'ocupació francesa del 1795, comprèn les pobles de Consdorf, Breidweiler i Scheidgen i una sèrie de veïnats: Kalkesbaach, Kolbett, Marscherwald i Wolper.
És situat a una elevació entra la vall del Zwarte Ernz i del Sauer, al mig del parc natural Mëllerdall (vall dels molins). Desguassa al Zwarte Ernz pel Condrëferbaach (riera de Konsdref), al qual es troba l'antic molí d'aigua.
S'han trobat traces d'assentaments humans des de l'època prehistòrica i romana. Un primer esment escrit del nom encara en llatí Cunolphi Villa data del segle xix. La forma germànica Condesdorp es troba per primera vegada el 1131 i el 1552, sota la influència de la segona mutació consonàntica esdevé Kontzdorf. Fins a la revolució francesa era un feu que depenia de les monges –les «irmines» segons el nom de la noble merovingiana i segona abadessa Irmina d'Oeren– del monestir d'Oeren prop de Trèveris. La justícia civil esqueia als senyors de Befort.

## Llocs d'interés
- L'església del segle xviii amb campanar gòtic del segle segle xii/xiii.
- L'antic molí d'oli al Condrëferbaach, un molí banal del monestir d'Oeren avui un hotel[4]
- El sender per a vianants lents a l'antiga via del carrilet de via estreta que connecta amb la ciutat de Luxemburg, Echternach, Diekirch i Trèveris
- El Mullerthal Trail